# Wambach (Odenbach)
Der Wambach ist ein knapp zwei Kilometer langer orographisch linker Zufluss des Odenbaches im rheinland-pfälzischen Landkreis Kusel auf dem Gebiet der zur Verbandsgemeinde Lauterecken-Wolfstein gehörenden Ortsgemeinden Relsberg und Hefersweiler.

## Geographie

### Verlauf
Der Wambach entsteht aus zwei Quellbächen nordöstlich des Dorfes Relsberg.  Der etwa siebenhundert Meter lange, westliche und linke Quellbach entspringt auf einer Höhe von 337 m ü. NHN etwa 350 m nördlich von Relsberg in einem Mischwald am südsüdwestlichen Fuße des Gründlings (378,7 m) dem Ostspornes des  Bauerschiederberges (398,8 m). Er fließt zunächst gut zweihundert Meter westwärts am Südrand des Waldes entlang und passiert dann die Gemeindegrenze von Relsberg nach Hefersweiler. Etwa einen halben Kilometer bachabwärts fließt er in der Flur Wambach Seite von einem aus dem Süden kommenden rechten Quellast zusammen.
Der gut fünfhundert Meter lange, südliche und rechte Quellbach entspringt in der Flur Netzwald auf einer Höhe von 329 m knapp vierhundert Meter östlich von Relsberg am westlichen Fuße des Schwanenbergs (360,6 m) in einem kleinen Biotop mit Feldgehölz. Er fließt zunächst in östlicher dann nordöstlicher gut zweihundert Meter durch Gehölz, passiert dann die Grenze nach Hefersweiler, läuft danach begleitet von der Kreisstraße 43 in Richtung Norden durch Grünland und vereinigt sich knapp dreihundert Meter später mit dem anderen Quellast.
Der vereinigte Wambach zieht nun am Ostrand des Waldes knapp dreihundert Meter nach Nordnordosten, wechselt dann seinen Lauf nach Ostnordosten und passiert kurz danach auf seiner rechten Seite einen kleinen Weiher. Er läuft nun begleitet von starkem Gehölz südlich der von Häusern gesäumten Wolfsteiner Straße (Landesstraße 384) am Ortsrand des Dorfes entlang. Auf seiner linken Seite in der Flur Binsenwiese liegen dort die Vorgärten der Häuser und auf der rechten Seite in der Flur Kirschäcker eine große Wiese. Er fließt dann durch die Ortschaft, unterquert noch die L 382 (Talstraße) und mündet schließlich auf einer Höhe von 224 m von links in den aus dem Süden kommenden Odenbach.

### Einzugsgebiet
Das 1,97 km² große Einzugsgebiet des Wambachs liegt im Naturraum Moschelhöhen. des Nordpfälzer Berglandes und ist somit auch Teil des Saar-Nahe-Berglandes. Die höchste Erhebung des Einzugsgebietes ist der westlich von Hefersweiler liegende Gründling mit einer Höhe von 378,7 m. Eine weitere nennenswerte Anhöhe ist der 360,6 m hohe Schwanenberg östlich von Relsberg.
Das Gebiet des Wambachs grenzt im Südwesten an den Einzugsbereich des in den Glan einmündenden Sulzbach und im Nordwesten konkurriert der Ausbach mit dem Odenbach als Vorfluter. Im Norden wird sein Einzugsgebiet vom Odenbachzufluss Zangengraben und im Süden von dem ebenfalls in den Odenbach einmündeten Moorbach sowie dessen Nebenbach Brühler Graben begrenzt.
Der nördliche Bereich seines Einzugsgebietes wird von sandig-lehmigen Äckern geprägt und im Süden dominieren Wälder und Grünland. Im Südwesten liegt das zum Landkreis Kaiserslautern gehörende Dorf Morbach und im Mündungsbereich die zum Landkreis Kusel gehörende Ortsgemeinde Relsberg.

## Daten
Der Wambach entwässert über den Odenbach, den Glan, die Nahe und den Rhein in die Nordsee. Der Höhenunterschied von seiner Quelle bis zu seiner Mündung beträgt 113 m, was bei einer Lauflänge von 1,867 km einem mittleren Sohlgefälle von 61 ‰ entspricht. Sein Einzugsgebiet trägt mit seiner Größe von 1,971 km² etwa 2,3 % zum Einzugsgebiet des Odenbaches (85,956 km²) bei.

## Geologie
Das Einzugsgebiet des Wambachs liegt im Rotliegenden des Permokarbons in der Unteren Glan-Subgruppe. Die Sedimentschicht besteht aus Wechsellagerungen von grauem teilweise auch roten Tongestein, Silt- und Sandstein. Vereinzelt kommen auch Tuff-, Kalkstein- und Kohleablagerungen vor.

## Natur und Umwelt

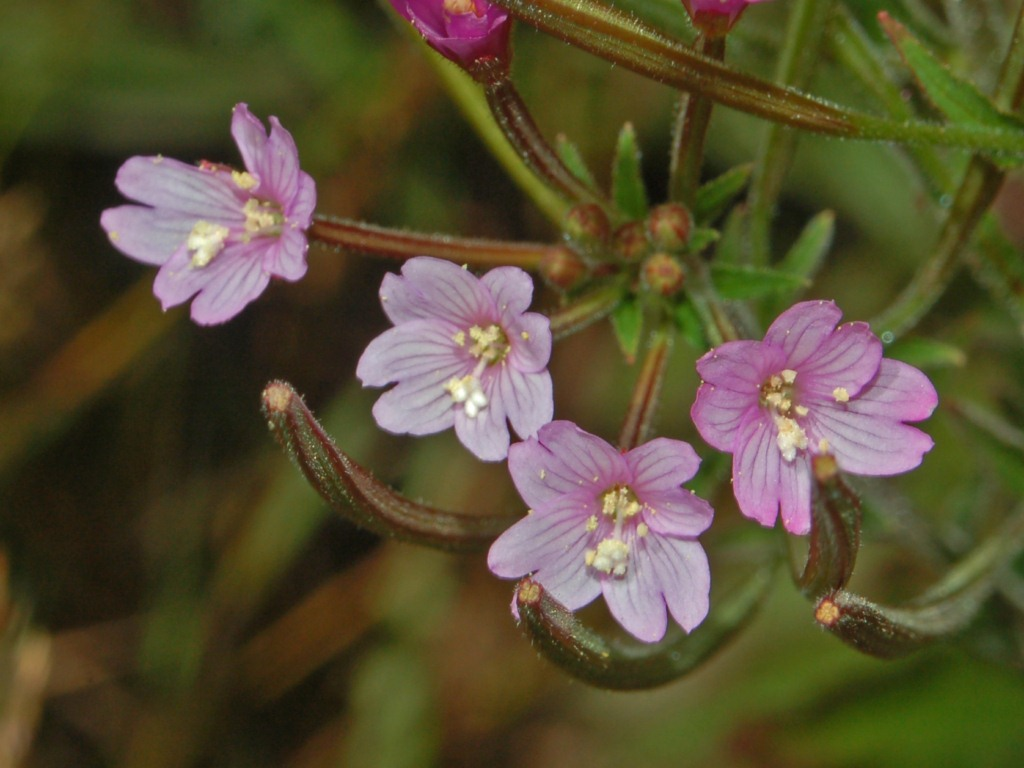
Das kleinblütige Weidenröschen

Im Quellgebiet des linken Quellbaches nördlich von Relsberg liegt eine Streuobstwiese mit Birn-, Zwetschgen-, Äpfel- und Walnussbäumen. In der Krautschicht gedeiht dort die Zaunwicke, der Wiesenklee, der Scharfe Hahnenfuß, der Wiesenbärenklau, das Weiße Labkraut, das Wiesenknäuelgras und der Gewöhnliche Glatthafer.
In einer benachbarten brachgefallenen Nasswiese kommt die Bachbunge, die Kuckuckslichtnelke, die Gemeine Waldsimse, der Kriechende Hahnenfuß, der Sumpfhornklee, die Wiesenplatterbse, die Spitzblütige Binse, das Echte Mädesüß, der Sumpfschachtelhalm, das Kleinblütige Weidenröschen und die Sumpfschafgarbe sowie die Behaarte- und die Schlanksegge vor.
Der rechte Quellbach entspringt in einem unter Naturschutz stehenden Feldgehölz. Dort stehen Süßkirschbäume, Stiel- und Traubeneichen sowie Rot- und Hainbuchen. Außerdem wachsen dort noch Brombeer-,      Besenginster-, Eingrifflige Weissdorn- und Haselnusssträucher und am Boden kann sich der Waldziest,  die Berggoldnessel, der Stinkstorchschnabel, der Gewöhnliche Wurmfarn  und das Große Hexenkraut sowie das Hain-Rispen- und das Einblütige Perlgras entfalten.
An den Ufern entlang des Baches stehen Bruchweiden, Eschen, Schwarzerlen und Bergahorne sowie
Brombeer-, Kratzbeer-, Schwarze Holunder- und Haselnusssträucher und in der Krautschicht kann sich dort der Gundermann, der Stinkstorchschnabel, das Große Hexenkraut und der Frauenfarn sowie die Große Brenn- und die Berggoldnessel entwickeln.